# Damien Pommereau
Damien Pommereau (ur. 12 maja 1978 w Villepinte) – francuski kolarz torowy, brązowy medalista mistrzostw świata.

## Kariera
Pierwszy sukces w karierze Damien Pommereau osiągnął w 1997 roku, kiedy zdobył srebrny medal mistrzostw kraju w wyścigu punktowym. Dwa lata później został mistrzem Europy U-23 w madisonie, a wraz z kolegami wygrał zawody Pucharu Świata w Meksyku. Jego największym osiągnięciem jest jednak zdobycie wspólnie z Philippe’em Gaumontem, Cyrilem Bosem i Jérôme’em Neuville’em brązowego medalu w drużynowym wyścigu na dochodzenie podczas mistrzostw świata w Manchesterze w 2000 roku. W 2001 roku był wicemistrzem Francji w indywidualnym wyścigu na dochodzenie, a trzy lata później zdobył brąz w wyścigu punktowym. Nigdy nie startował na igrzyskach olimpijskich.